# Omar Ortiz
Omar "Gato" Ortiz Marrufo (Monterrey, Nuevo León, 13 de marzo de 1976) es un exfutbolista mexicano que jugaba en la posición de guardameta. 
En 2010 fue inhabilitado dos años por dopaje y desde el 2012, purga una condena privativa de libertad por secuestro.

## Trayectoria
Omar Ortiz, conocido como el "Gato" Ortiz, empezó su carrera en el Monterrey, destacó poco y lo transfirieron al Club Celaya, donde tuvo buenas actuaciones, lo que le valió regresar a Monterrey. Después de una aceptable campaña con los Rayados fue vendido al Club Necaxa, donde jugó muy poco y no destacó mucho.
Llegó a Jaguares de Chiapas de cara al Apertura 2003; con los Naranjas viviría su mejor etapa como portero en el fútbol mexicano. En el Clausura 2004, Ortiz fue el segundo mejor portero del torneo, al recibir 20 goles en 19 jornadas (Sergio Bernal –Pumas– recibió 19 goles), el equipo chiapaneco fue líder del torneo y entró por primera ocasión a la liguilla.
En el Clausura 2009 fue portero suplente del Atlante FC.
Su último equipo fue Monterrey, al cual arribó tras llegar a un acuerdo con el Atlante, al cambiar al medio ofensivo José Joel "El Chícharo” González y el defensa Clemente Ovalle, por los servicios de este guardameta.

### Clubes
| Club                | País                | Año       | Partidos |
| ------------------- | ------------------- | --------- | -------- |
| Monterrey           | México              | 1997-2001 | 30       |
| Club Celaya         | México              | 2001-2002 | 32       |
| Monterrey           | México              | 2002-2003 | 17       |
| Club Necaxa         | México              | 2003      | 7        |
| Jaguares de Chiapas | México              | 2004-2007 | 152      |
| Club Necaxa         | México              | 2008      | 38       |
| Atlante             | México              | 2009      | 1        |
| Monterrey           | México              | 2009-2010 | 5        |
| Total en su carrera | Total en su carrera | 1997-2010 | 282      |

### Sanción por dopaje
En conferencia de prensa el día 9 de abril del 2010, el Monterrey anunció que Omar Ortiz, portero suplente, fue inhabilitado en la Liga MX e incluso en la CONMEBOL, por arrojar positivo en dos controles antidopaje dando resultado positivo en las sustancias Oximetolona y Dromostanolona (Ambas sustancias encontradas en su momento al jugador y que son esteroides anabólicos que incrementan la masa muscular y queman grasa) en los exámenes realizados en la Jornada 9 del Bicentenario 2010 y el 10 de mayo se dio a conocer su sanción por dopaje que resultó ser de 2 años y 8 meses con 7 días; sin actividad profesional de fútbol.

## Presuntos vínculos con elCártel del Golfo
El 7 de enero del 2012, fue presentado ante los medios de comunicación como presunto informador de dicha banda de secuestradores. Domene Zambrano comentó que el líder de la banda también distribuía droga y el "Gato" Ortiz era consumidor de estas sustancias (específicamente cocaína). También se dijo que habría recibido 200 mil pesos por participar en dos secuestros, al señalar a las víctimas y pasar datos que pudieran ayudar a llevar a cabo el plagio. Por ello, el exarquero purga una pena en el penal de Cadereyta, Nuevo León, de 75 años de prisión por los cargos de su participación en los delitos de secuestro, también enfrentó cargos por delincuencia organizada y privación ilegal de la libertad de un menor de edad.
Entre las víctimas de secuestro destaca el esposo de la cantante Gloria Trevi. Cabe señalar que entre los planes de Omar Ortíz estaba el regresar a las canchas en mayo del 2012 ya que en esos días su suspensión habría terminado.
Ingreso a la cárcel
Ingreso a la cárcel por asuntos de secuestros, robo de vehículos y presuntos nexos con el cartel del golfo. El 8 de enero del 2019 es sentenciado a 75 años de cárcel por ser hallado responsable de tres secuestros.

## Selección nacional

### Participaciones en Copa de Oro
| Copa                            | Sede           | Resultado        |
| ------------------------------- | -------------- | ---------------- |
| Copa de Oro de la Concacaf 2002 | Estados Unidos | Cuartos de final |

### Partidos internacionales
| # | Fecha               | Rival     | Sede     | Estadio           | Resultado | Competición                     |
| - | ------------------- | --------- | -------- | ----------------- | --------- | ------------------------------- |
| 1 | 21 de enero de 2002 | Guatemala | Pasadena | Estadio Rose Bowl | 3:1       | Copa de Oro de la Concacaf 2002 |

## Palmarés

### Campeonato nacional
| Categoría                  | Título        | Club      | País   |
| -------------------------- | ------------- | --------- | ------ |
| Primera División de México | Apertura 2009 | Monterrey | México |

### Otro campeonato
| Título         | Club      | Sede           |
| -------------- | --------- | -------------- |
| InterLiga 2010 | Monterrey | Estados Unidos |